# PiHKAL
PiHKAL — книга, написана Олександром Шульгіним та його дружиною Ганною (Енн), в 1991 році, в якій досліджуються психоделічні фенілетиламіни. Повна назва книги «Phenethylamines I Have Known And Loved: A Chemical Love Story» (один з варіантів перекладу: «Фенілетиламіни, які я пізнав і полюбив: Історія хімічної любові»).
Книга складається з двох частин. У першій частині (Love Story) міститься біографія і опис відносин Олександра і Анни, під псевдонімами «Шура» і «Еліс», а в другій (Chemical Story) — наукові описи синтезу понад 200 психоделічних фенілетиламінів (більшість яких особисто синтезував Шульгін), а також їх дозування, опис ефекти та інші коментарі.